# Открытый чемпионат Гонконга по снукеру
Открытый чемпионат Гонконга (англ. Hong Kong Open) — профессиональный снукерный рейтинговый турнир. Турнир проводился только один раз — в 1989 году (сезон 1989/90).
Хотя изначально турнир планировалось провести в Австралии под названием Australian Open, в последний момент было принято решение перенести его в Гонконг. Таким образом, Hong Kong Open стал первым профессиональным рейтинговым соревнованием по снукеру в Азии. 
Первым и единственным чемпионом открытого чемпионата Гонконга стал англичанин Майк Халлетт. За победу он получил £ 40 000.

## Победители
| Год  | Победитель   | Финалист   | Счёт  | Сезон   |
| ---- | ------------ | ---------- | ----- | ------- |
| 1989 | Майк Халлетт | Дин О'Кейн | 9 : 8 | 1989/90 |